# Cratère de Wabar

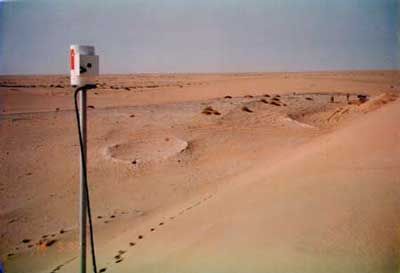
Les plus petits des cratères de Wabar visibles à la surface. Le cratère de gauche a un diamètre d'environ 11 m

Les cratères de Wabar sont des cratères d'impact situés en Arabie Saoudite et portés pour la première fois à l'attention des chercheurs occidentaux par l'explorateur, écrivain, arabisant et agent de renseignement du Colonial Office britannique St John Philby, qui les a découverts en 1932 alors qu'il cherchait la ville légendaire de Iram des piliers dans le Rub' al Khali ("quartier vide") d'Arabie.

## Expéditions

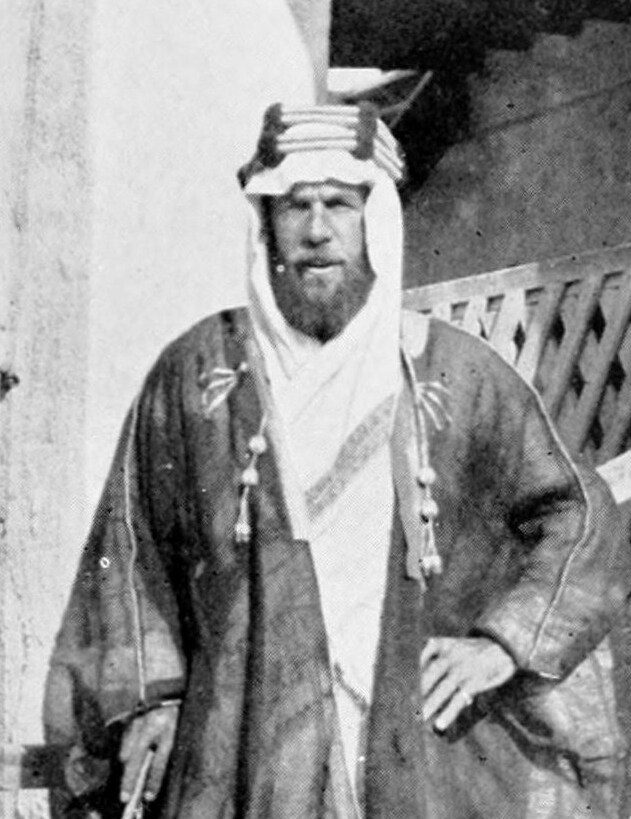
St. John Philby à Riyad

### 1932 Philby
Le vaste désert du sud de l'Arabie saoudite, connu sous le nom de "quartier vide" ou "Rub' al Khali" en arabe, est l'un des endroits les plus désolés de la planète. En 1932, Harry St John "Jack" Philby recherchait une ville nommée Iram des piliers (Ubar) , que le Coran décrit comme ayant été détruite par Dieu pour avoir défié le prophète Houd. Philby translittère le nom de la ville en Wabar.
Philby avait entendu parler de légendes bédouines sur une région appelée "Al Hadida" ("lieu de fer" en arabe) où se trouvaient des ruines d'anciennes habitations et où l'on avait trouvé un morceau de fer de la taille d'un chameau, et organisa donc une expédition pour visiter le site.
Après un mois de voyage à travers des terres si rudes que certains chameaux moururent, Philby arriva, le 2 février 1932, sur un terrain d'environ un demi-kilomètre carré, jonché de morceaux de grès blanc, de verre noir et de morceaux de météorite de fer.
Philby a identifié deux grandes dépressions circulaires partiellement remplies de sable et trois autres caractéristiques qu'il a identifiées comme de possibles "cratères submergés". Il a également cartographié la zone où le gros bloc de fer aurait été trouvé. Philby pensait que la zone était un volcan, et ce n'est qu'après avoir ramené des échantillons au Royaume-Uni que le site a été identifié comme celui d'un impact météoritique par Leonard James Spencer du British Museum,,.].
Un volcan au milieu du Rub' al Khali !  Et au-dessous de moi, alors que je me tenais au sommet de la colline, transi, s'étendaient les cratères jumeaux, dont les murs noirs se dressaient, effilés, au-dessus du sable envahissant, comme les créneaux et les bastions d'un grand château. Ces cratères avaient respectivement un diamètre d'environ 100 et 50 mètres, étaient enfoncés au milieu mais à moitié étouffés par le sable, tandis qu'à l'intérieur et à l'extérieur de leurs parois se trouvait ce que je pris pour de la lave, en grands cercles, là où elle semblait s'être écoulée de la fournaise ardente. Un examen plus approfondi a révélé qu'il y avait trois cratères similaires à proximité, bien qu'ils soient surmontés de collines de sable et reconnaissables uniquement en raison de la frange de scories noircies sur leurs bords.
Parmi les échantillons de fer, de matériaux cendrés et de verre siliceux que Philby a ramenés du site se trouvait un morceau de fer de 25 lb (11,3 kg). L'analyse a montré qu'il contenait environ 90 % de fer et 5 % de nickel, le reste étant constitué de divers éléments, dont du cuivre, du cobalt et 6 ppm d'iridium, une concentration inhabituellement élevée. Cet élément sidérophiles implique que le site de Wabar était une zone d'impact de météorites.

### 1937 Aramco
En 1937, les géologues Aramco T. F. Harriss et Walton Hoag, Jr. ont également étudié le site, mais, comme Philby, n'ont pas pu localiser le gros bloc de fer.

### 1966 National Geographic et Aramco
En 1966, on apprend que les sables se sont déplacés et que le gros bloc de fer est à nouveau visible. Le journaliste de National Geographic, Thomas J. Abercrombie, s'est rendu sur le site et a trouvé la grande météorite : "La rumeur est devenue réalité ; la plus grosse météorite de fer jamais trouvée en Arabie gisait à nos pieds ... de la forme d'une soucoupe, elle mesurait environ quatre pieds de diamètre et deux pieds d'épaisseur au centre. Un peu de géométrie rapide permet d'estimer son poids à près de deux tonnes et demie."
Plus tard, en octobre 1966, un groupe dirigé par James Mandaville, employé d'Aramco, s'est rendu sur le site avec un équipement de levage lourd. Ils ont trouvé deux grandes météorites non couvertes. La plus grosse, pesant 2 045 kilogrammes, avait une surface supérieure piquée, mais à peu près plane, d'environ un mètre de diamètre, avec une extrémité en forme de cône lorsque la météorite a pénétré dans l'atmosphère comme une balle ; elle était noyée dans du sable qui avait dérivé au-dessus d'elle. Elle a été photographiée "in situ", puis renversée par un bulldozer et hissée à bord d'une remorque où elle a été transportée avec une autre météorite plus petite à Dhahran.

### 1982 Aramco
Mandaville a visité le site deux fois après sa visite de 1966. Lors de sa dernière visite, en 1982, il a noté que les vents du désert et le mouvement du système dunaire qui en résulte recouvraient le site : "Au lieu des deux tiers du bord du cratère (visible comme auparavant [en 1966, 16 ans plus tôt]), on en voyait moins d'un quart"

### 1994-1995 Zahid Tractors
En 1994 et 1995, trois expéditions ont été entreprises, sponsorisées par Zahid Tractor Corporation. Un scientifique du United States Geological Survey, Jeffrey C. Wynn a participé aux trois expéditions, et l'astronome et géologue Gene Shoemaker a participé à au moins une expédition. Ces expéditions ont été réalisées avec des véhicules tout-terrain modernes dans le quartier vide, mais même avec la technologie moderne, les voyages ont été difficiles. Non seulement les conditions étaient rudes, mais le site de Wabar était difficile à trouver, car il se trouve au milieu d'un énorme champ de dunes sans aucun point de repère fixe.

## Site
Le site de Wabar couvre environ 500 par1000 m, et la cartographie la plus récente montre trois cratères proéminents, à peu près circulaires. Cinq ont été signalés par Philby en 1932, dont le plus grand mesurait 116 m et 64 m de large. Un autre a été décrit par la seconde expédition Zahid et mesure 11 mètres de large : il pourrait s'agir de l'un des trois autres décrits à l'origine par Philby. Ils reposent tous sur un rebord hémisphérique d'"insta-Rock", ainsi appelé parce qu'il a été créé à partir du sable local par l'onde de choc de l'impact, et tous les trois sont presque remplis de sable.
La surface de la zone est en partie constituée de "Insta-Rock" ou "impactite", un grès blanc blanchâtre, grossièrement laminaire, et est jonchée de scories et de boulettes de verre noir. L'impactite présentait une forme de quartz choqué connue sous le nom de "coésite", et est donc clairement le produit d'un impact. L'impact n'a pas pénétré dans le substratum rocheux, mais a été confiné dans le sable local, ce qui en fait un site de recherche particulièrement précieux.

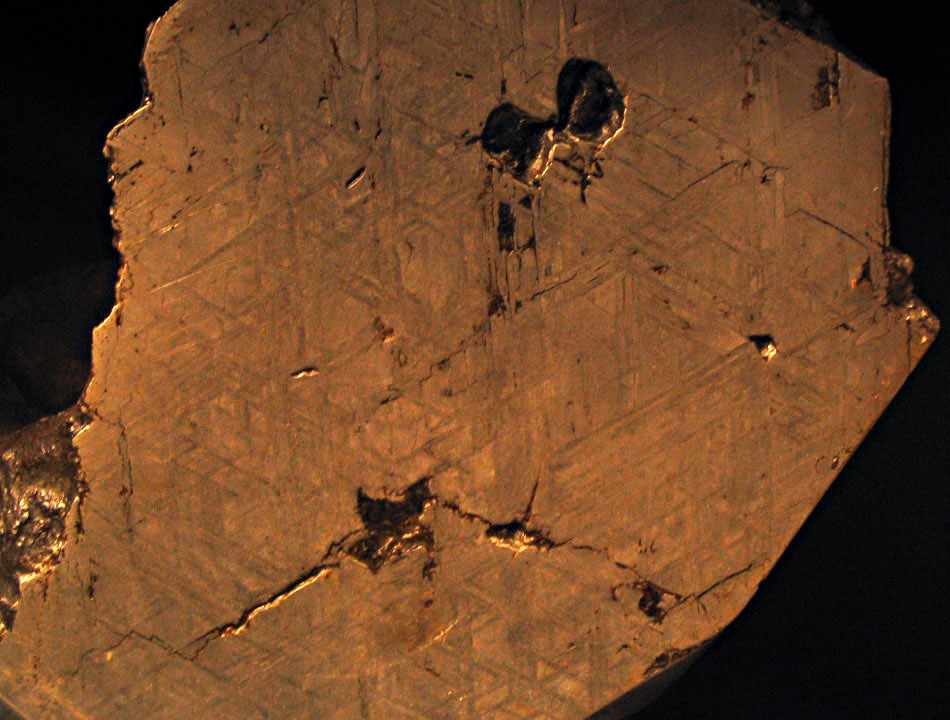
Météorite de Wabar : section gravée montrant des figures de Widmanstätten.

La présence de fragments de fer sur le site indique également qu'il s'agit d'un impact météoritique, car il n'y a pas de gisements de fer dans la région. Le fer se présente sous la forme de boules fissurées enterrées de la taille d'un poing et de fragments lisses et sablés trouvés à la surface.
Le plus gros fragment a été récupéré lors d'une visite à Wabar en 1966 et pèse 2,2 tonnes. Il est connu sous le nom de "bosse de chameau" et a été exposé à l'Université du roi Saoud à Riyad jusqu'à ce qu'il soit déplacé au nouveau Musée national d'Arabie saoudite à Riyad, où il est exposé dans le hall d'entrée.
Le sable a été transformé en verre noir près des cratères, et des boulettes de verre sont éparpillées dans toute la région, leur taille diminuant à mesure que l'on s'éloigne des cratères en raison du triage par le vent. Le verre est composé d'environ 90 % de sable local et de 10 % de fer et de nickel météoritiques.
La configuration de la zone d'impact suggère que le corps est tombé à un angle faible et qu'il se déplaçait à des vitesses typiques (bien que légèrement lentes) de 11-17 km/s à l'entrée d'une météorite. Sa masse totale était supérieure à 3 500 tonnes (ce qui lui confère un diamètre de 16 mètres pour une densité de 1,5 g/cm3). L'angle d'impact étant faible, le corps a rencontré une plus grande résistance à l'air que s'il avait été plus incliné, et il s'est brisé en l'air en au moins quatre morceaux avant l'impact. Le plus gros morceau a frappé avec une explosion à peu près équivalente à celle de la bombe atomique qui a rasé Hiroshima.

## Date de l'impact
L'analyse de fragments de verre par Storzer (1965) suggère que l'impact de Wabar a eu lieu il y a des milliers d'années, mais le filigrane délicat du verre et le fait que les cratères ont été considérablement comblés depuis la visite de Philby en 1932, suggèrent que leur origine est beaucoup plus récente. Datation par thermoluminescence par Prescott et al. (2004) suggère que le site d'impact a moins de 250 ans.
Ceci est cohérent avec les rapports arabes d'une boule de feu passant au-dessus de Riyad, diversement rapportés comme ayant eu lieu en 1863 ou 1891 et se dirigeant vers le sud-est, rapportés dans le livre de Philby Empty Quarter (1933). Des fragments dispersés sur la trajectoire de cette boule de feu sur le site d'Umm al-Hadidah à 25 kilomètres au nord-ouest de Wabar, qui contenaient des fragments d'une octahedrite de type IIIA identiques aux fragments de Wabar, confirment cette direction d'arrivée vers le nord-ouest.
De plus, la cartographie réalisée en 1995 montrent qu'il existe une distribution asymétrique d'"Insta-Rock", le grès grossièrement laminaire créé par l'onde de choc de l'impact, dans la direction aval (sud-est) des trois principaux cratères cartographiés.